# Stefano Visca
Stefano Visca (Villadeati, 1º febbraio 1903 – ...) è stato un calciatore italiano, di ruolo difensore.

## Carriera
Esordisce nel Varese a diciassette anni, nel ruolo di mezzala, e segna la sua prima rete in maglia biancorossa il 5 dicembre 1920 nello spareggio salvezza contro la Pro Sesto, vinto 2-1. È capocannoniere dei lombardi nei tre campionati successivi: realizza 4 reti nella stagione 1921-1922, 10 nella stagione 1922-1923 e 5 nella stagione 1923-1924. Con la retrocessione del Varese in terza divisione nel 1924, Visca si trasferisce alla Pro Patria, con la quale conquista la promozione in massima serie nel campionato 1926-1927, esordendo in Divisione Nazionale A a Bologna, il 25 settembre 1927. Nel campionato successivo, disputa 3 partite con la maglia dell'Inter, prima di tornare a Varese dove chiuderà la carriera nel campionato 1932-1933 dopo una parentesi al Seregno.

## Statistiche

### Presenze e reti nei club
| Stagione          | Club              | Campionato          | Campionato | Campionato |
| Stagione          | Club              | Comp                | Pres       | Reti       |
| ----------------- | ----------------- | ------------------- | ---------- | ---------- |
| 1920-1922         | Varese            | Prima Categoria     | ?          | 20         |
| 1922-1924         | Varesina          | Seconda Divisione   | ?          | ??         |
| 1924-1926         | Pro Patria        | Seconda Divisione   | 16         | 6          |
| 1926-1927         | Pro Patria        | Prima Divisione     | 22         | 0          |
| 1927-1928         | Pro Patria        | Divisione Nazionale | 19         | 0          |
| 1928-1929         | Ambrosiana        | Divisione Nazionale | 3          | 0          |
| 1929-1933         | Varese            | Prima Divisione     | 32         | 4          |
| Totale Varese     | Totale Varese     |                     | ?          | 20         |
| Totale Pro Patria | Totale Pro Patria |                     | 57         | 6          |
| Totale Ambrosiana | Totale Ambrosiana |                     | 3          | 0          |
| Totale Varese     | Totale Varese     |                     | 32         | 4          |
| Totale carriera   | Totale carriera   |                     | ?          | ?          |